# Urticinopsis
Urticinopsis is een geslacht van zeeanemonen uit de familie van de Actiniidae.

## Soorten
- Urticinopsis antarctica (Verrill, 1922)
- Urticinopsis crassa Carlgren, 1938